# Penta-Acquatella
Penta-Acquatella es una comuna y población de Francia, en la región de Córcega, departamento de Alta Córcega.
Su población en el censo de 1999 era de 40 habitantes (37 en 1990).

## Demografía
| 112 | 112 | 71 | 53 | 37 | 40 |
| Para los censos de 1962 a 1999 la población legal corresponde a la población sin duplicidades (Fuente: INSEE [Consultar]) |     |    |    |    |    |